# Sous surveillance
Pour plus de détails, voir Fiche technique et Distribution.
Sous surveillance (The Company You Keep) est un film américain réalisé par Robert Redford et sorti en 2013 en France et aux Etats-Unis.
Il s'agit de l'adaptation du roman Le Dernier d'entre nous (The Company You Keep) de Neil Gordon publié en 2003. Le film est présenté hors compétition à la Mostra de Venise 2012.

## Synopsis
Jim Grant est un avocat, ayant récemment perdu sa femme, et qui vit seul avec sa fille de onze ans. Il voit son passé ressurgir et troubler son existence jusque-là tranquille quand un jeune journaliste se met à enquêter sur lui, à la suite de l'arrestation de Sharon Solarz, ancienne membre du groupe contestataire Weather Underground.

## Fiche technique
- Titre original : The Company You Keep
- Titre français et québécois : Sous surveillance
- Réalisation : Robert Redford
- Scénario : Lem Dobbs, d'après le roman Le Dernier d'entre nous (The Company You Keep) de Neil Gordon
- Direction artistique : Jeremy Stanbridge
- Décors : Laurence Bennett
- Costumes : Karen L. Matthews
- Photographie : Adriano Goldman
- Montage : Mark Day
- Musique : Cliff Martinez
- Casting : Avy Kaufman et Maureen Webb
- Production : Nicolas Chartier, Bill Holderman et Robert Redford[1]
  - Production exécutive : Craig J. Flores et Shawn Williamson
- Sociétés de production : Voltage Pictures (en), Wildwood Entreprises, Kingsgate Films, Brightlight Pictures, TCYK North Productions
- Sociétés de distribution[2] : Sony Pictures Classics (États-Unis), SND (France), Ascot Elite Entertainment Group (Suisse)
- Pays d'origine :  États-Unis
- Langue originale : anglais
- Format : couleur - 35 mm - 2,35:1 - son Dolby Digital
- Genre : Thriller
- Durée : 125 minutes
- Dates de sortie :
  - Italie : 6 septembre 2012 (avant-première au Mostra de Venise 2012)[3]
  - Canada : 9 septembre 2012 (Festival international du film de Toronto 2012)[3]
  - États-Unis : 5 avril 2013 (sortie limitée)[3]
  - France : 8 mai 2013[3]

## Distribution
- Robert Redford (V. F. : Patrick Béthune[4]) : Jim Grant / Nick Sloan
- Shia LaBeouf (V. F. : Donald Reignoux) : Benjamin Shepard
- Julie Christie (V. F. : Elisabeth Wiener) : Mimi Lurie
- Susan Sarandon (V. F. : Béatrice Delfe) : Sharon Solarz
- Jackie Evancho : Isabel Grant
- Brendan Gleeson (V. F. : Philippe Vincent) : Henry Osborne
- Brit Marling (V. F. : Ingrid Donnadieu) : Rebecca Osborne
- Anna Kendrick (V. F. : Karine Foviau) : Diana
- Terrence Howard (V. F. : Serge Faliu) : Cornelius
- Richard Jenkins (V. F. : Jean-Luc Kayser) : Jed Lewis
- Nick Nolte (V. F. : Alain Dorval) : Donal Fitzgerald
- Sam Elliott (V. F. : Georges Claisse) : Mac Mcleod
- Stephen Root (V. F. : Philippe Peythieu) : Billy Cusimano
- Stanley Tucci (V. F. : Gérard Darier) : Ray Fuller
- Chris Cooper (V. F. : Frédéric van den Driessche) : Daniel Sloan
- Andrew Airlie (V. F. : Jérôme Keen) : agent du FBI
- Hiro Kanagawa (V. F. : Éric Aubrahn) : agent du FBI
- Keegan Connor Tracy : secrétaire de Jim Grant

Source et légende : Version française (V. F.) sur RS Doublage et AlloDoublage,

## Production
Le tournage a lieu du 19 septembre au 21 novembre 2011. Il se déroule à Vancouver, en Colombie britannique (Canada).
C'est la deuxième fois après L'Homme qui murmurait à l'oreille des chevaux (The Horse Whisperer) que l'acteur Chris Cooper interprète le rôle du frère de Robert Redford dans un de ses films.

## Accueil

### Box-office
Le film totalise 19 633 027 $ de recettes mondiales, dont 5 133 027 $ de recettes aux États-Unis, 203 961 $ en Belgique, 4 831 203 $ en Italie et environ 2 646 107 $ en France.

### Critique
Sous surveillance obtient un accueil mitigé lors de sa sortie en salles : 55 % des 111 critiques collectés par le site Rotten Tomatoes sont favorables, pour une moyenne de 6,1⁄10.

## Distinctions

### Récompenses
- Mostra de Venise 2012 :
  - Giovani Giurati del Vittorio Veneto Film Festival Award
  - Open Prize

### Sélection
- Festival international du film de Toronto 2012 : sélection « Gala Presentations »